# توروالد استرومبری
توروالد استرومبری (انگلیسی: Thorvald Strömberg؛ ۱۷ مارس ۱۹۳۱ – ۹ دسامبر ۲۰۱۰) قایقران کانو اهل فنلاند بود.
وی در مسابقات کشوری و بین‌المللی در مجموع برندهٔ ۳ مدال طلا، ۲ مدال نقره شده‌است.